# Heks en Haard
Heks en Haard (Engels: Witch Weekly) is een tijdschrift dat voorkomt in de magische wereld in de boekenserie rond Harry Potter van de Britse schrijfster J.K. Rowling. In de boeken staat Heks en Haard bekend als een roddelblad. In het blad zijn onder andere artikelen en recepten opgenomen. De moeder van Harry's beste vriend Ron, Molly Wemel, is een vaste lezeres van het tijdschrift.
Het blad wordt het eerst genoemd in het tweede boek, maar speelt pas in het vierde boek een rol van betekenis. In dat boek publiceert Rita Pulpers verscheidene artikelen over Harry Potter en zijn vrienden (onder andere over Hagrid) waaronder één artikel over de vermeende driehoeksrelatie tussen Harry Potter, Hermelien Griffel en Viktor Kruml. Dit artikel werd in Heks en Haard geplaatst.

## Andere kranten en tijdschriften uit de Harry Potterboeken
- Ochtendprofeet
- Avondprofeet
- Zondagprofeet
- De Kibbelaar